# Zvonice (Vyskeř)
Zvonice se nachází na katastrálním území Vyskeř v okrese Semily u kostela Nanebevzetí Panny Marie. Je chráněna jako kulturní památka a je zapsána v Ústředním seznamu kulturních památek ČR.

## Historie
Zvonice postavena v roce 1750 nahradila původní zvoničku z roku 1504. Kolem roku 1750 byla konstrukce zvonice zesílená pro zavěšení druhého zvonu. V roce 1830 byla rekonstruována a šindelové opláštění bylo nahrazeno svisle položenými deskami. V roce 1940 byla provedena rekonstrukce, při níž byly vyměněny šindele, některé štenýřové trámy a stavba byla podezděna. V roce 2000 byl proveden krycí nátěr a v roce 2001 výměna poškozených základových trámů.

## Architektura

### Exteriér
Zvonice je volně stojící stupňovitá dřevěná stavba na půdorysu osmiúhelníku na zděné kamenné podezdívce a je zakončená štíhlou prolomenou šindelovou jehlanovou střechou. Spodní část je roubená, na ní spočívá šindelová střecha, která se zužuje k svisle bedněnému štenýřovému hranolu. Štenýřová konstrukce je zavětrována ondřejskými kříži a každý dubový štenýř je podepřen dvojicí šikmých vzpěr. Zvonice má uvnitř štenýřové konstrukce vestavěné samostatné zvonové patro se zvonovou stolicí. V bednění zvonového patra jsou v každé stěně zvonová okna zakrytá dřevěnou okenicí.

### Zvony
Ve zvonici se nacházel zvon Václav z roku 1617 ulitý zvonařem Martinem Schrötterem II. Průměr zvonu byl 75 cm a hmotnost 227 kg. V roce 1850 pukl a byl přelit. Zvon byl v roce 1942 při rekvírování svěšen a odvezen do sběrného místa v Praze, kde byl po ukončení druhé světové války nalezen a 18. června 1945 zavěšen do věže kostela.
V roce 1723 byl pořízen zvon Mária, který byl zavěšen do věže kostela. Kolem roku 1750 byl převěšen do dřevěné zvonice. Zvon měl průměr 83 cm a hmotnost 314 kg. Při rekvírování v roce 1916 byl zvon svěšen a rozbit na kusy a odvezen pro válečné účely.

## Galerie

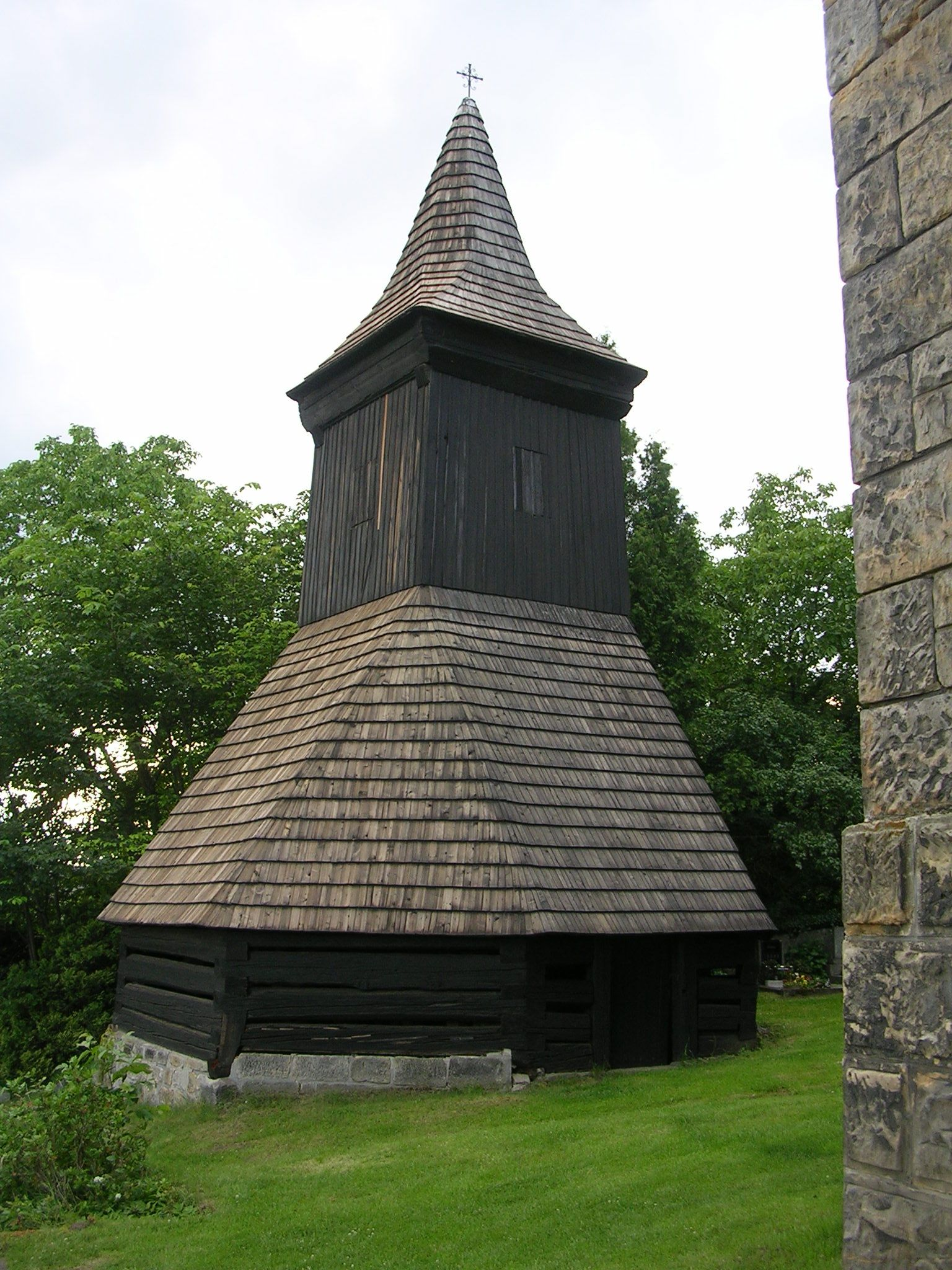
Zvonice
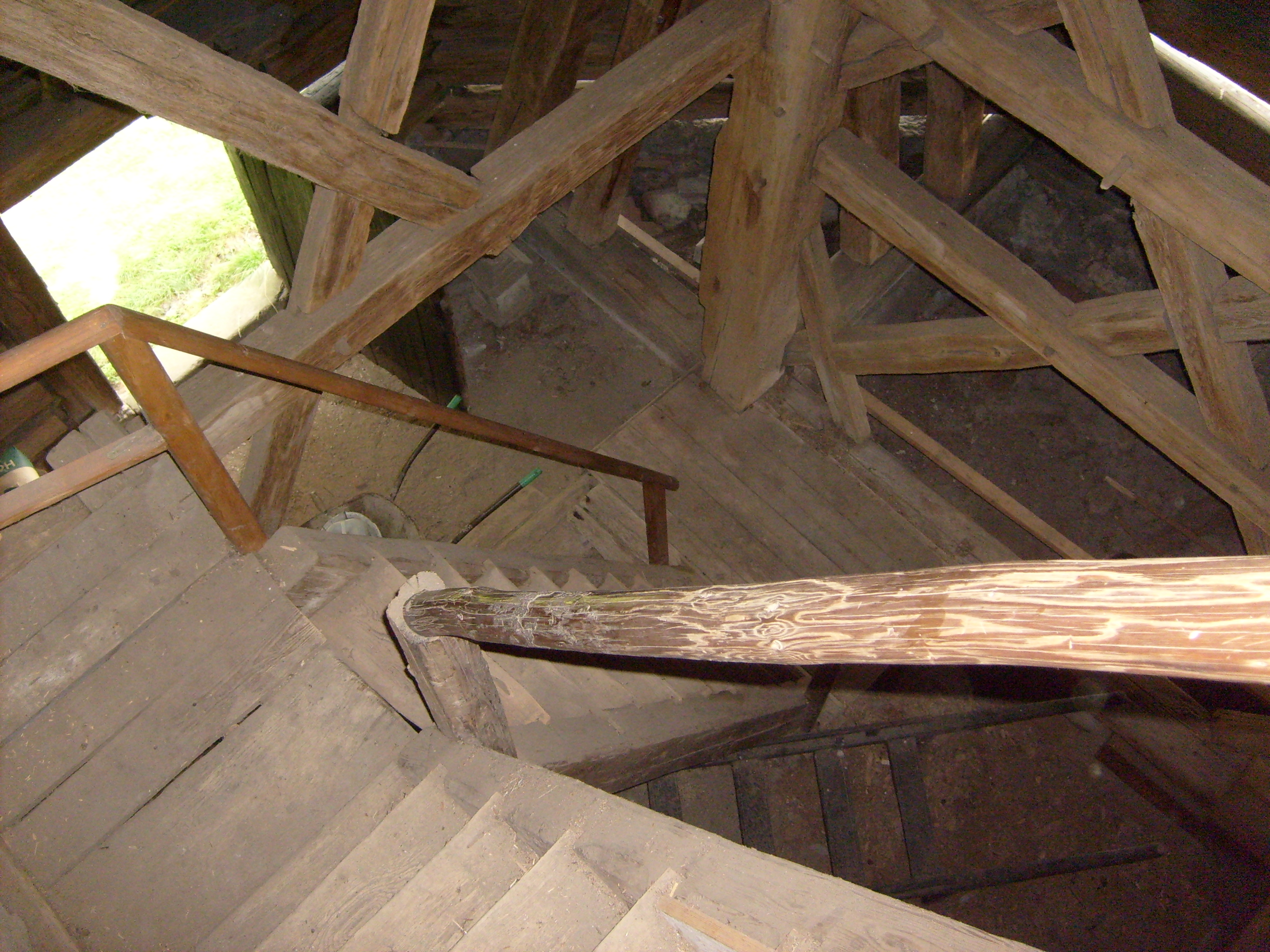
Interiér
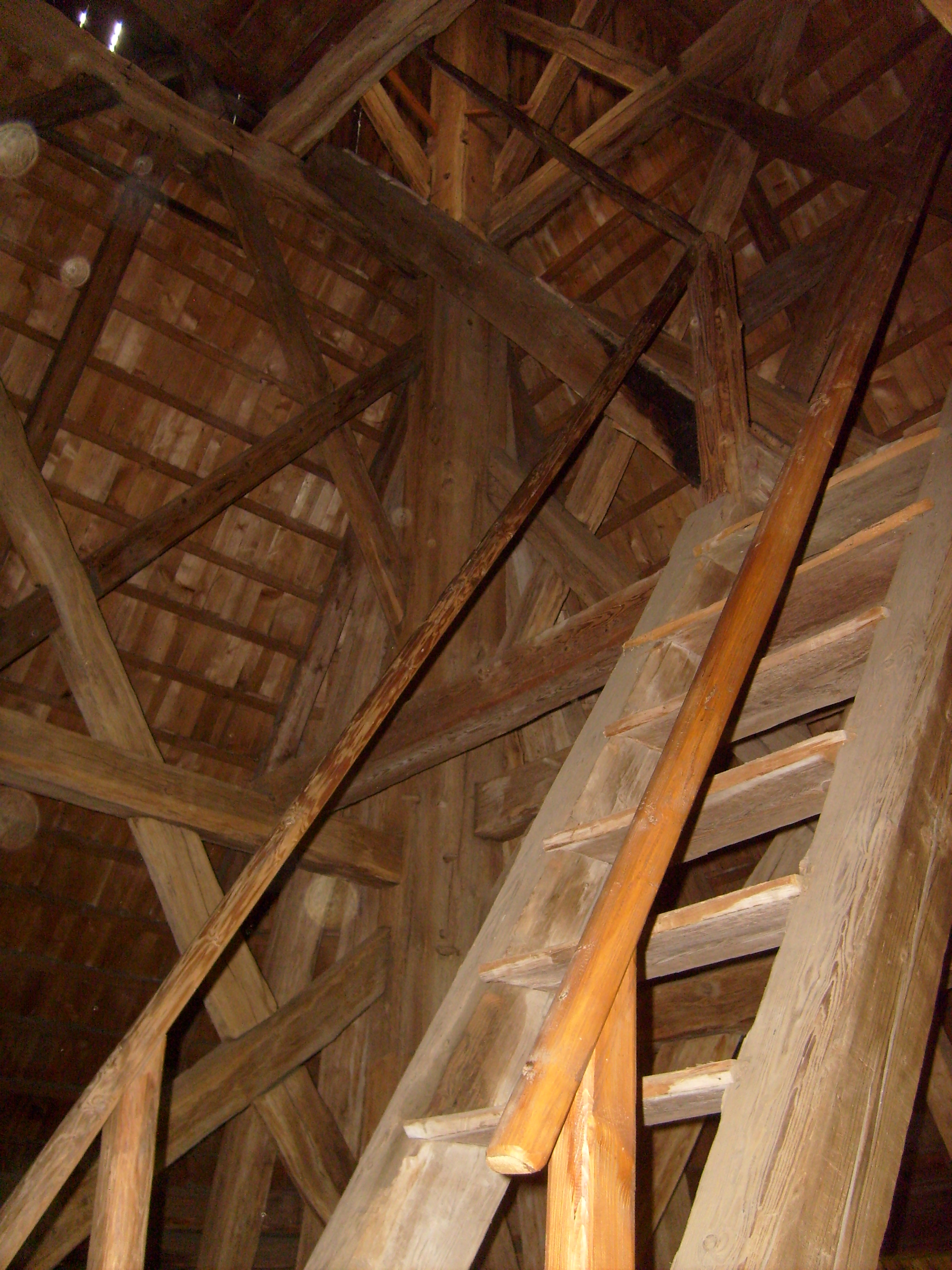
Interiér